# Straße der Megalithkultur
Die Straße der Megalithkultur ist eine Ferienstraße und als solche der niedersächsische Abschnitt der „European Route of Megalithic Culture“, eines Kulturwegs des Europarats. Die deutsche Ferienstraße wurde 2006 eröffnet.
Seit dem 27. August 2013 ist die „European Route of Megalithic Culture“ offiziell als Kulturweg des Europarats anerkannt. An diesem Tag wurde der dänische Teil des Kulturwegs eingeweiht. 2019 nehmen an dem Projekt neben der Bundesrepublik Deutschland die Niederlande, Dänemark,  Schweden, Spanien, Portugal und das Vereinigte Königreich teil. Die Straße wird, wie auch das Projekt „Megalithic Routes“ als Ganzes, von dem in Osnabrück ansässigen „Verein Megalithic Routes e. V.“ betreut, dessen Schirmherr der aus dem Osnabrücker Land stammende Hans-Gert Pöttering (CDU), ehemaliger Präsident des Europäischen Parlaments (2007–2009), ist.

## Verlauf
Die Straße der Megalithkultur verbindet 33 archäologische Stationen der Megalithkultur mit mehr als 70 Megalithanlagen aus der mittleren Phase der Jungsteinzeit (3500–2800 v. Chr.) in Niedersachsen.
Sie verläuft über das Gebiet von Osnabrück, Ostercappeln, Belm-Vehrte, Wallenhorst, Bramsche, Ankum, Berge, Bippen, Fürstenau, Freren, Thuine, Langen, Meppen, Sögel, Werlte, Lastrup, Cloppenburg, Visbek, Großenkneten, Wildeshausen, Dötlingen, Ganderkesee und Oldenburg. Die Ausschilderung der Route fand 2008/2009 statt. Sie ist 310 Kilometer lang und wurde am 14. Mai 2009 eingeweiht.

## Zweck der Straße

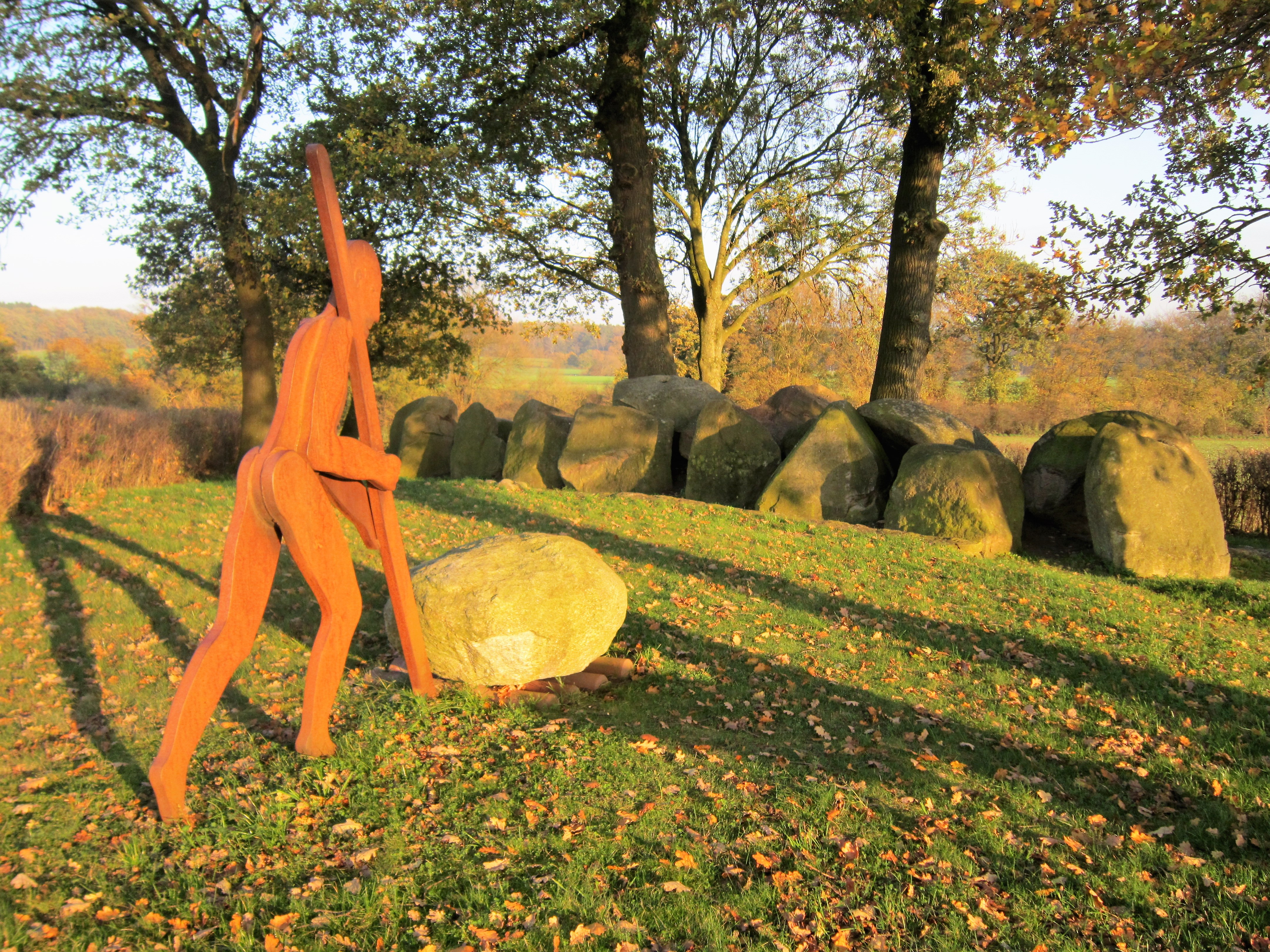
Demonstration des Steintransports beim Großsteingrab Jeggen

Die Straße der Megalithkultur soll zu einem besseren Verständnis der Lebenswelten von Menschen beitragen, die vor über 5000 Jahren in Nordwestdeutschland gelebt haben. An den 33 Stationen werden die Gräberfunktion bzw. -konstruktion, die Jenseitsvorstellungen, das Naturverständnis und das Alltagsleben thematisiert. Die Ferienstraße führt in einzelnen Fällen auch zu bronze- und eisenzeitlichen Grabhügelgruppen aus jüngerer Zeit.
Der Europarat äußert sich über den Zweck der Route(n) folgendermaßen:

“The Route of Megalithic Culture serves as a platform for scientists, museums as well as tourism experts from Germany, The Netherlands, Sweden and Denmark to underline the outstanding importance of the megalithic culture for European history, to rediscover and promote the tourism value of its monuments and, in this way, improve their protection as part of the common cultural heritage.”

„Die Straße der Megalithkultur dient als Plattform für Wissenschaftler, Museen, aber auch für Tourismusexperten aus Deutschland, den Niederlanden, Schweden und Dänemark, durch welche die herausragende Bedeutung der Megalithkultur für die Europäische Geschichte unterstrichen, der touristische Wert ihrer Monumente wiederentdeckt und bekanntgemacht und auf diese Weise ihr Schutz als Teil des gemeinsamen Kulturerbes verbessert werden sollen.“

Das Faltblatt für die Straße der Megalithkultur weist neben den zahlreichen steinzeitlichen Stationen der Megalithkultur auch auf andere an der Straße liegende Sehenswürdigkeiten hin. Dabei handelt es sich insbesondere um die Stadt Osnabrück mit dem Kulturgeschichtlichen Museum, die Schlösser und Burgen im Osnabrücker Land, das Eisenzeithaus Darpvenne, die Alte Alexanderkirche Wallenhorst, das Museum und Park Kalkriese, das Tuchmacher-Museum Bramsche, das Kloster Malgarten, das Stift Börstel, die Stadt Meppen, die Hüvener Mühle, das Schloss Clemenswerth, das Museumsdorf Cloppenburg, die Stiftskirche Wildeshausen, den Ort Dötlingen, das Kloster Hude sowie die Stadt Oldenburg mit dem Landesmuseum Natur und Mensch.
Neben der Straße der Megalithkultur als Autoroute bestehen in Niedersachsen weitere touristische Angebote zur Megalithkultur. Seit dem Jahr 2014 gibt es die 380 km lange Radroute der Megalithkultur. Der 208 km lange Hünenweg wurde von 2015 bis 2017 überarbeitet. Die drei Verkehrswege verfügen jeweils über ein eigenständiges Wegenetz.

## Stationen
Die 33 Stationen der Straße der Megalithkultur in Niedersachsen sind in der Tabelle aufgelistet:
| Station | Name                                                   | Bild | Ort/Gemeinde                       | Sprockhoff-Nr. | Bemerkungen |
| ------- | ------------------------------------------------------ | --- | ---------------------------------- | -------------- | --- |
| 1 a     | Teufelssteine                                          | Teufelssteine | Voxtrup (Osnabrück)                | 914            | |
| 1 b     | Gretescher Steine                                      | Gretescher Steine | Gretesch (Osnabrück)               | 920            | |
| 2       | Großsteingrab Jeggen                                   | Großsteingrab Jeggen | Jeggen (Bissendorf)                | 922            | |
| 3 a     | Driehauser Steine                                      | Driehauser Steine | Darpvenne (Ostercappeln)           | 903            | |
| 3 b-d   | Darpvenner Steine I–III                                | Darpvenner Steine I Darpvenner Steine II Darpvenner Steine III | Darpvenne (Ostercappeln)           | 900–902        | |
| 4 a–c   | Süntelstein Großsteingräber bei Vehrte                 | Süntelstein Teufels Teigtrog Teufels Backofen | Vehrte (Belm)                      | 915–916        | Teufels Backtrog Teufels Backofen |
| 5       | Helmichsteine                                          | Helmichsteine | Rulle (Wallenhorst)                | 908            | auch Gevasteine genannt |
| 6 a–b   | Östringer Steine                                       | Oestringer Steine I Oestringer Steine II | Nettetal (Osnabrück)               | 912–913        | In Östringen befindet sich noch ein weiteres Großsteingrab (Östringer Steine III), das aber keine Station der Straße der Megalithkultur darstellt.                                      |
| 7 a–b   | Karlsteine                                             | Große Karlsteine Kleine Karlsteine | Haste (Osnabrück)                  | 909–910        | |
| 8       | Wiemelsberger Steine                                   | Wiemelsberger Steine | Ueffeln (Bramsche)                 | 897            | |
| 9 a–i   | Großsteingräberweg Giersfeld                           | Rickelmann II Reinecke Meyer Grumfeld Ost Grumfeld West Rickelmann I | Westerholte (Ankum)                | 891–896        | mit den Anlagen Grumfeld West und Ost, Meyer, Reinecke, Rickelmann 1 und Rickelmann 2                                                                                                   |
| 10 a    | Großsteingrab Restrup und Näpfchenstein „Teufelsstein“ | Großsteingrab Restrup Näpfchenstein | Restrup (Bippen)                   | 886            | |
| 10 b    | Hekeser Steine                                         | Hekese, Grab A Hekese, Grab B | Hekese (Berge)                     | 883–884        | In Hekese befinden sich zwei Großsteingräber, die mit einer Steinreihe versehen sind.                                                                                                   |
| 11      | Großsteingrab im Alt-Frerener Forst                    | Großsteingrab im Alt-Frerener Forst | Freren                             | 875            | |
| 12 a    | Großsteingrab in der Kunkenvenne                       | Großsteingrab in der Kunkenvenne | Thuine                             | 874            | |
| 12 b    | Großsteingrab auf dem Radberg                          | Großsteingrab auf dem Radberg | Langen                             | 873            | |
| 13      | Der Steinerne Schlüssel                                | Der steinerne Schlüssel | Apeldorn (Meppen)                  | 852            | In Meppen befindet sich das Ausstellungszentrum für die Archäologie des Emslandes mit Hintergrundinformationen zu den Megalithanlagen                                                   |
| 14 a–d  | Großsteingräber Deymanns Mühle I–IV                    | Großsteingrab Deymanns Mühle I Großsteingrab Deymanns Mühle II Großsteingrab Deymanns Mühle III Großsteingrab Deymanns Mühle IV | Stavern                            | 848–851        | |
| 14 e    | Großsteingrab am Osteresch                             | Großsteingrab am Osteresch | Stavern                            | 847            | |
| 14 f    | Großsteingrab Groß-Stavern 1                           | Bruneforths Esch in Stavern | Stavern                            | 846            | Das Großsteingrab Groß-Stavern 1 wird auch als Großsteingrab auf Bruneforths Esch bezeichnet.                                                                                           |
| 15 a    | Großsteingrab bei den Düvelskuhlen                     | Großsteingrab bei den Düvelskuhlen | Sögel                              | 831            | |
| 15 b    | Hünenbett bei den Düvelskuhlen                         | Hünenbett bei den Düvelskuhlen | Sögel                              | 832            | |
| 15 c    | Großsteingrab Püttkesberge                             | Großsteingrab Püttkesberge | Sögel                              | 833            | |
| 16 a–e  | Hünengräberstraße des Hümmling                         | Großsteingrab Im Ipeken I – Tannenwald Großsteingrab Im Ipeken II Großsteingrab Groß Berßen IV Großsteingrab Groß Berßen VI (Wappengrab) Rekonstruiertes Großsteingrab Groß Berßen VII Großsteingrab Groß Berßen VIII (Königsgrab) | Groß Berßen                        | 856–861        | Großsteingrab im Ipeken Königsgrab von Groß Berßen |
| 17 a    | Volbers Hünensteine                                    | Volberts Hünensteine | Hüven                              | 842            | |
| 17 b    | Großsteingrab Hüven-Süd                                | Großsteingrab Hüven-Süd | Hüven                              | 843            | |
| 17 c    | Großsteingrab Lähden I                                 | Großsteingrab Lähden I | Lähden                             | 866            | |
| 18 a    | Steenhus in den Klöbertannen                           | Steenhus in den Klöbertannen | Werpeloh                           | 822            | Die ursprüngliche Station 18 a war das Großsteingrab am Kölkesberg (Spr.-Nr. 838). |
| 18 b    | Großsteingrab in den Klöbertannen                      | Großsteingrab in den Klöbertannen | Werpeloh                           | 823            | Die ursprüngliche Station 18 b war das Großsteingrab an der Kölkesdose (Spr.-Nr. 837).                                                                                                  |
| 18 c    | Großsteingräber auf der Buschhöhe                      | Großsteingrab Werpeloh IV Großsteingrab Werpeloh V | Werpeloh                           | 825–826        | |
| 18 d    | Steenhus von Börger                                    | Steenhus von Börger | Börger                             | 819            | |
| 19      | Ganggrab von Ostenwalde                                | Ganggrab von Ostenwalde | Ostenwalde                         | 835            | Um 70 Meter vom originalen Standort versetzte Anlage. In Ostenwalde befinden sich noch zwei weitere Großsteingräber, die aber keine Stationen der Straße der Megalithkultur darstellen. |
| 20 a    | De hoogen Steener                                      | De hoogen Steener in Werlte | Werlte                             | 830            | |
| 20 b    | Poldenhünensteine                                      | Poldenhünensteine in Harrenstätte | Spahnharrenstätte                  | 829            | |
| 21      | Teufelssteine (Molbergen)                              | Teufelssteine | Peheim (Molbergen)                 | 959            | |
| 22 a    | Schlingsteine                                          | Schlingsteine | Lindern-Neuenkämpen                | 961            | |
| 22 b    | Großsteingrab Hünensteine                              | Hünensteine | Lindern-Herrensand                 | 962            | |
| 22 c    | Großsteingrab am hohen Stein und der hohe Stein        | Garen, am hohen Stein Garen, der hohe Stein | Lindern-Garen                      | 963–964        | Das Großsteingrab am hohen Stein und der hohe Stein werden auch als Großsteingräber in Garen bezeichnet                                                                                 |
| 23      | Oldendorfer Hünensteine                                | Oldendorfer Hünensteine | Oldendorf (Lastrup)                | 968            | |
| 24 a    | Visbeker Bräutigam                                     | Visbeker Bräutigam 934 Visbeker Bräutigam 935 Visbeker Bräutigam 936 Visbeker Bräutigam 937 Visbeker Bräutigam 938 (Brautwagen) | Großenkneten                       | 934–938        | |
| 24 b    | Heidenopfertisch                                       | Heidenopfertisch | Engelmannsbäke (Visbek)            | 974            | |
| 24 c–d  | Ahlhorner Kellersteine                                 | Ahlhorner Kellersteine I Ahlhorner Kellersteine II | Ahlhorn (Großenkneten)             | 939–940        | |
| 25 a–c  | Kleinenknetener Steine                                 | Kleinenkneten I Kleinenkneten II Kleinenkneten III | Kleinenkneten (Wildeshausen)       | 957–958, 947   | Das dritte Grab (Station 25 c) befand sich ursprünglich in Dötlingen und wurde in den 1930er Jahren nach Kleinenkneten versetzt.                                                        |
| 26      | Pestruper Gräberfeld                                   | Pestruper Gräberfeld | Pestrup (Wildeshausen)             | –              | Grabhügelfeld |
| 27 a    | Hohe Steine                                            | Hohe Steine | Wildeshausen                       | 956            | |
| 27 b    | Bargloyer Steinkiste                                   | Bargloyer Steinkiste | Bargloy (Wildeshausen)             | –              | Die Steinkiste hat keine Sprockhoff-Nr. |
| 28 a    | Visbeker Braut                                         | Visbeker Braut | Aumühle (Wildeshausen)             | 952            | |
| 28 b    | Große Steine bei Thölstedt                             | Große Steine bei Thölstedt | Thölstedt                          | 953            | |
| 29 a–b  | Reckumer Steine                                        | Großsteingrab Reckum I Großsteingrab Reckum II | Winkelsett (Harpstedt)             | 811–812        | |
| 30 a    | Gerichtsstätte                                         | Großsteingrab Gerichtsstätte | Dötlingen                          | 945            | |
| 30 b–d  | Glaner Braut                                           | Glaner Braut I Glaner Braut II Glaner Braut III Glaner Braut IV | Glane (Wildeshausen)               | 948–951        | |
| 30 e    | Großsteingrab am Schießstand (Dötlinger Steingrab)     | Großsteingrab am Schießstand (Dötlinger Steingrab) | Dötlingen                          | 944            | |
| 31      | Großsteingrab Steenberg                                | Großsteingrab Steenberg | Kirchhatten                        | 926            | auch „Hatten 2“ genannt; mehr als 30 % der Steine scheinen unverändert an ihrem Platz zu liegen                                                                                         |
| 32 a–b  | Hünensteine von Steinkimmen                            | Hünensteine I Hünensteine II | Steinkimmen (Gemeinde Ganderkesee) | 927–928        | In der Nähe befindet sich noch ein drittes Grab (Hünensteine III, Sprockhoff-Nr. 929), das allerdings nicht Teil der Straße der Megalithkultur ist.                                     |
| 33      | Große Steine von Stenum                                | Große Steine von Stenum | Stenum (Ganderkesee)               | 930            | |

## Projektteilnehmer, Organisation und Finanzierung
Projektregionen (Fördergebiete) sind in Niedersachsen die Landesarbeitsgemeinschaften Hasetal, Hümmling, Südliches Emsland, Wildeshauser Geest und die ILEK-Regionen Nördliches Osnabrücker Land und Soeste-Niederung.
Die Straße der Megalithkultur ist ein Gemeinschaftsprojekt der folgenden Institutionen:
- Emsland Touristik GmbH
- Landkreis Vechta
- Museum am Schölerberg, Osnabrück
- Niedersächsisches Landesamt für Denkmalpflege[5]
- Oldenburg Tourismus und Marketing GmbH
- Stadt- und Kreisarchäologie Osnabrück
- Tourismusverband Osnabrücker Land e. V.
- Zweckverband Erholungsgebiet Thülsfelder Talsperre
- Zweckverband Naturpark Wildeshauser Geest

Sie wird gefördert von der Behörde für Geoinformation, Landentwicklung und Liegenschaften. Finanziert wird die Straße der Megalithkultur durch EU-Mittel, die von den Tourismusverbänden und Landkreisen kofinanziert werden müssen.
Im Mai 2011 floss im Rahmen der Tourismusförderung des Landes-Wirtschaftsministeriums auf Antrag des Landkreises Osnabrück ein Zuschuss von 180.600 € in die Aufwertung und Vernetzung der Straße.
2012 wurde der Verein „Megalithic Routes“ gegründet, dem Vertreter der Staaten angehören, die beim Europäischen Kulturweg beteiligt sind.

## Kooperationspartner außerhalb Niedersachsens
Zur Europäischen Straße der Megalithkultur gehören auch:
- Schleswig-Holstein: Steinzeitpark Dithmarschen in Albersdorf[19]
- Nordrhein-Westfalen: Nach dem Vorbild der niedersächsischen Straße befindet sich in Westfalen der „Weg der großen Steine“ im Aufbau.[20] Hierbei werden 19 Fundorte besonders herausgestellt, u. a. die Sloopsteine in Lotte (Westfalen), die Düwelsteene in Heiden (Münsterland), das Galeriegrab von Hiddingsen und die Galeriegräber von Schmerlecke aus der Soester Gruppe sowie das Galeriegrab von Warburg-Rimbeck
- Niederlande: Das „Hunebedcentrum“ in Borger und der „Hondsrug Geopark“ (Drenthe)
- Dänemark: Museum Odsherred (Westseeland), Museum Sydøstdanmark (Møn) und 2500 Megalithen im ganzen Land
- Schweden: Museum „Ekehagen Forntidsby“ in Falköping, Region Schonen
- Spanien: Museum „Seró Espai Transmissor“ in Seró (Provinz Lleida), Comarca de Sobrarbe (Aragonische Pyrenäen),
- Portugal: Naturtejo Geopark
- Vereinigtes Königreich: Südwestengland, Wales[21]

## Zukunft der Straße
Ob es in Zukunft weitere von Autos durchgehend befahrbare und in Karten eingetragene Verbindungen zwischen einzelnen vorgeschichtlichen Stätten geben wird, ist unklar. Auf einer internationalen Mitgliederversammlung des Vereins „Megalithic Routes“ im Mai 2017 in Meppen vereinbarten die Teilnehmer aus Deutschland, den Niederlanden, Schweden und Spanien, „durch Ausbau und Neueinrichtung von Kulturrouten Großsteingräber vor allem für Wanderer und Fahrradfahrer zu erschließen“. Geplant ist eine Verlängerung des Fahrwegs in Richtung Nordrhein-Westfalen und Schleswig-Holstein. Ein abzweigender Abschnitt soll in die Niederlande führen. Auf eine touristische Weiterentwicklung und Vernetzung zur Mitte Europas hin „hofft“ [!] eine Vertreterin des Museums Falbygdens in Falköping (Schweden).